# Saint-Calais-du-Désert
Saint-Calais-du-Désert – miejscowość i gmina we Francji, w regionie Kraj Loary, w departamencie Mayenne.
Według danych na rok 1990 gminę zamieszkiwały 314 osoby, a gęstość zaludnienia wynosiła 18 osób/km² (wśród 1504 gmin Kraju Loary Saint-Calais-du-Désert plasuje się na 975. miejscu pod względem liczby ludności, natomiast pod względem powierzchni na miejscu 672.).